# Vexin

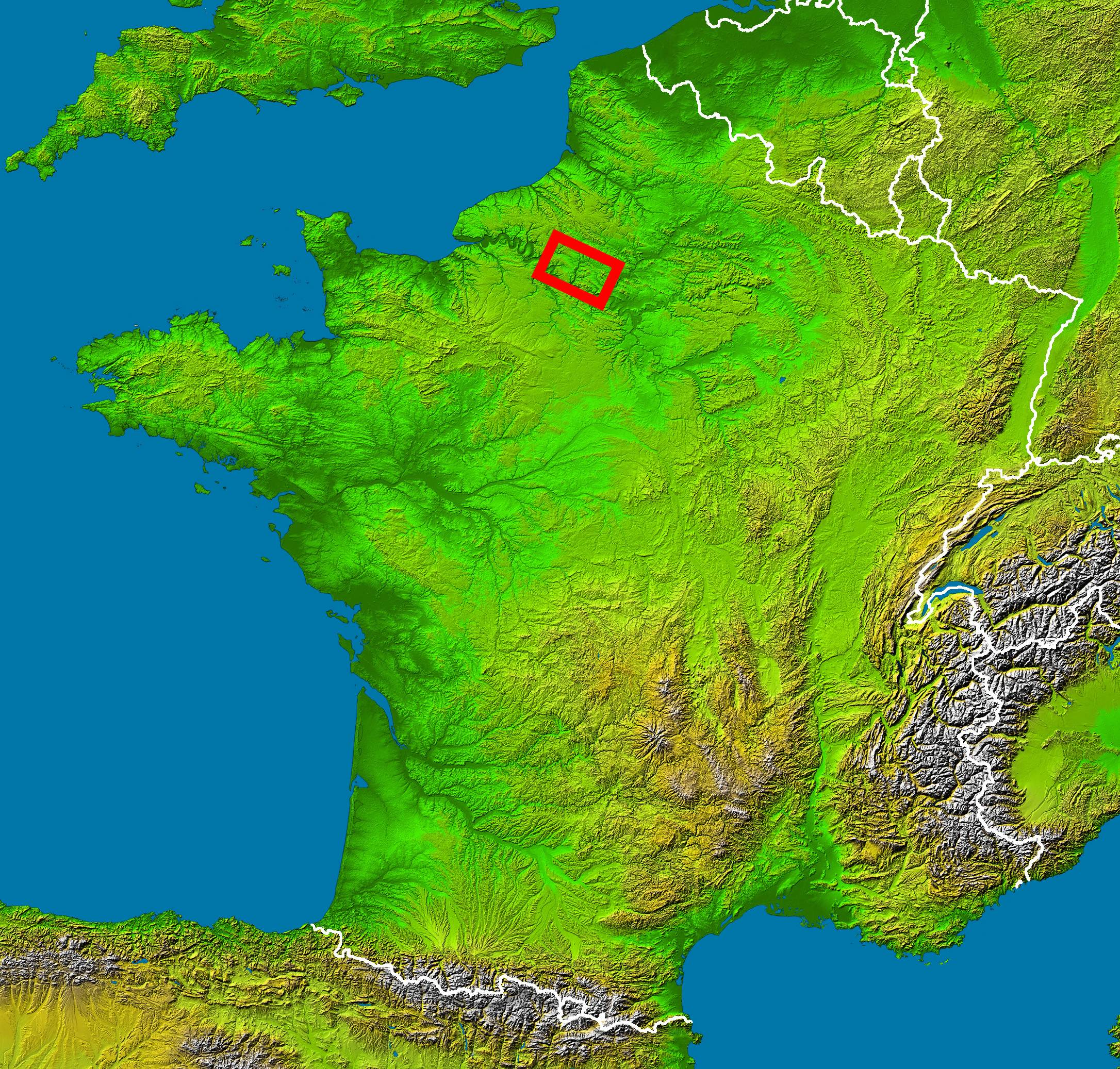
Mapa de França mostrando a localização geral da região histórica de Vexin

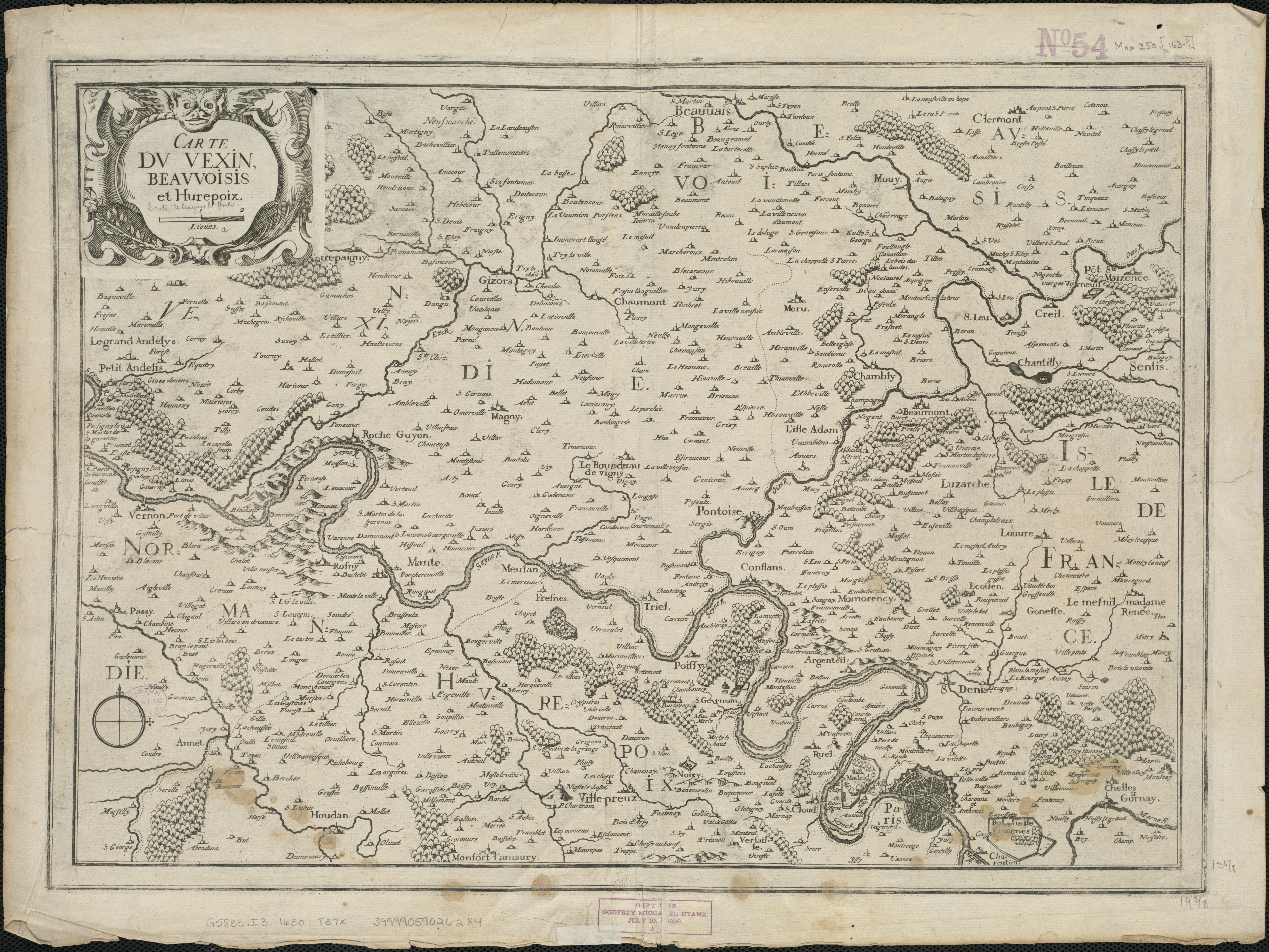
Mapa do Vexin, Beauvois, en Hurepoix por Christophe Nicolas Tassin, 1634

Vexin é um condado histórico no noroeste da França. Cobre um planalto verdejante, na margem direita (norte) do Sena compreendendo uma área leste-oeste, entre Pontoise e Romilly-sur-Andelle (cerca de 20 km antes de Rouen) e norte-sul entre Auneuil e do Rio Sena perto de Vernon. O planalto é atravessado pelo Epte e os vales do rio Andelle.

## História
O nome de Vexin é derivado de uma tribo gaulesa hoje conhecida como os Veliocasses, que habitavam a área e fizeram de Ruão sua cidade mais importante.
O nobre nórdico Rollo de Normandia (ca. 846 – ca. 931), o primeiro governante do principado viking que se tornou a Normandia, fez várias incursões na metade ocidental do condado. Parou suas ações quando o rei carolíngio Carlos, o Simples abandonou a parte do território que Rollo ocupou sob o Tratado de Saint-Clair-sur-Epte em 911. Os termos do tratado estabeleceram o Ducado da Normandia e fixaram sua fronteira com o Reino da França ao longo do rio Epte. Isto dividiu o condado de Vexin em duas partes:
- Vexin normando (Vexin normand), que tornou-se parte do Ducado da Normandia delimitada pelos rios Epte, Andelle e Sena.
- Vexin francês (Vexin français), que continuam a fazer parte da província de Ilha de França delimitada pelos rios Epte, Oise e Sena.

Durante o século XII, o Vexin era uma fronteira fortemente contestada entre as dinastias francesas angevina e capetingia. Era de particular importância por causa da proximidade de Paris e a localização da rota para as cidades costeiras da Normandia. Como resultado, o condado foi o local de construção do castelo defensivo, nomeadamente em Château Gaillard.

## Geografia
Hoje, o Vexin é compartilhado por partes de cinco departamentos da França: Val-d'Oise e Yvelines na região de Ilha de França; Oise, na região da Picardia; e de Eure e Sena Marítimo na região da Alta Normandia. As cidades principais são Pontoise, Vernon, Meulan-en-Yvelines, Gisors, e Les Andelys. O planalto é principalmente uma região agrícola com alguma produção localizada nos vales.
O artista impressionista francês Claude Monet fez sua casa em Giverny, e o pós-impressionista holandês Vincent van Gogh pintou os campos de trigo do condado.
Um parque natural regional foi estabelecido no Vexin francês em 1995.

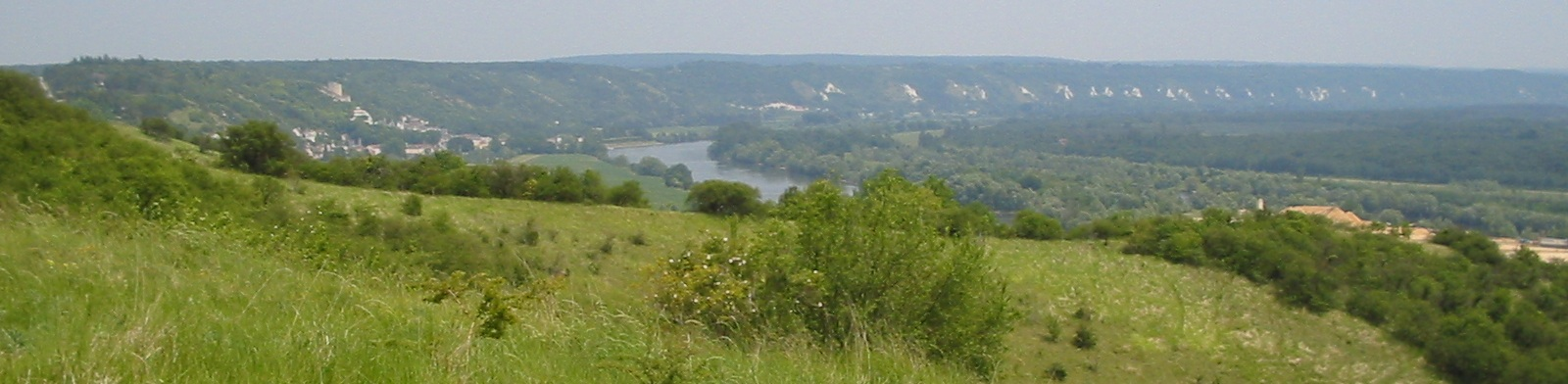
Vista da região de Vexin e o vale do rio Sena em La Roche-Guyon

## Cultura popular
A propriedade do Vexin, e a intriga da corte relacionada a protegê-la, é um ponto de virada fundamental na peça de James Goldman The Lion in Winter. Também é apresentado nos romances angevinos de Sharon Kay Penman.